# Okręty podwodne typu Virginia
Okręty podwodne typu Virginia (New Attack Submarine – NSSN) – amerykańskie wielozadaniowe okręty podwodne z napędem atomowym, stanowiące drugi w kolejności amerykański – i na świecie – typ okrętów czwartej generacji. Jednostki typu Virginia, opracowane pierwotnie jako uzupełnienie, a następnie jako tańsza alternatywa dla okrętów typu Seawolf, przystosowane są zarówno do wykonywania klasycznych operacji myśliwskich (SSN), jak też taktycznych uderzeń na cele lądowe (SSGN), działań płetwonurków bojowych (SEAL) oraz wsparcia oddziałów na lądzie i operacji radioelektronicznych. Okręty przeznaczone są zarówno do działania w głębokich wodach oceanów, jak też w wodach przybrzeżnych.
W ramach trójstronnego australijsko-brytyjsko-amerykańskiego paktu bezpieczeństwa AUKUS, od trzech do pięciu okrętów zakupi marynarka wojenna Australii.

## Geneza
Pod koniec lat osiemdziesiątych XX wieku, amerykańskie służby wywiadowcze były zaniepokojone radzieckim postępem w zakresie technologii wyciszania atomowych okrętów podwodnych, zwłaszcza poziomem wyciszenia sowieckich okrętów podwodnych trzeciej generacji. W odpowiedzi na obawy służb wywiadowczych, ówczesny przewodniczący Komisji Sił Zbrojnych Izby Reprezentantów Les Aspin, na lata 1988-1989 zwołał Panel Doradczy, celem oceny amerykańskich sił podwodnych i przeciwpodwodnych. W skład panelu wchodziło dziesięciu najlepiej wykwalifikowanych amerykańskich specjalistów w zakresie okrętów podwodnych oraz związanych z nimi technologii. Jak stwierdzał sporządzony na podstawie doniesień wywiadu raport kongresowego panelu doradczego:

Nasze aktualne systemy wojny przeciwpodwodnej niemal bez reszty polegają na nasłuchu szumów generowanych przez sowieckie okręty podwodne. Ta taktyka była skuteczna, a nasze siły zwalczania okrętów podwodnych notowały stały znaczący wzrost, dzięki faktowi tradycyjnie wysokiego poziomu szumów generowanych przez sowieckie okręty podwodne. Jednakże przyszłość tego podejścia do zwalczania okrętów podwodnych wydaje się być wątpliwa, ponieważ Związek Radziecki rozpoczął proces redukcji szumów wytwarzanych przez swoje okręty.

 Panel rekomendował Kongresowi zapewnienie stałego finansowania budowy zaawansowanych technologicznie okrętów podwodnych oraz programów zmierzających do rozwoju technologii zwalczania tego rodzaju jednostek. Programy te – zgodnie z raportem panelu – powinny być prowadzone zarówno przez marynarkę wojenną jak i przez DARPA – częściowo niezależną agencję Departamentu Obrony, zajmująca się badaniami naukowymi na rzecz obronności oraz zastosowań cywilnych. Panel zalecał też utrzymanie pełnego potencjału naukowo-przemysłowego Stanów Zjednoczonych (stocznie i laboratoria), który powinien być zorientowany na utrzymanie bieżącego potencjału floty, w pierwszym jednak rzędzie na rozwój nowych technologii, w tym technologii przyszłości. 

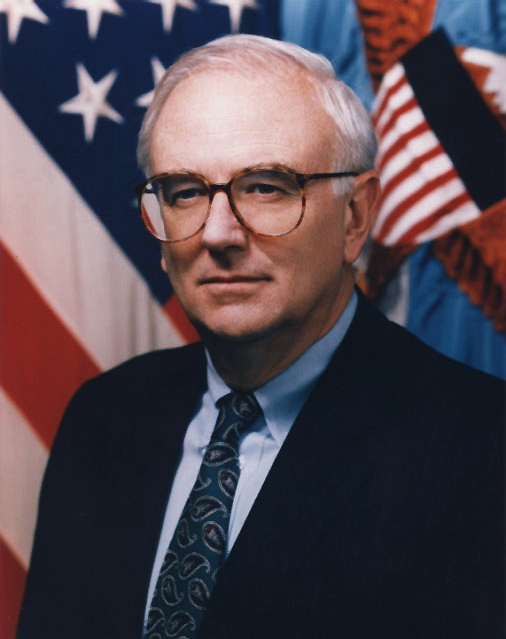
Leslie „Les” Aspin, Jr

Przedstawiony przez panel raport zauważał również, iż dotychczasowy sposób działania amerykańskich sił ZOP opierał się przede wszystkim na zaawansowanych pasywnych systemach akustycznych i jakkolwiek w zakresie tym Stany Zjednoczone posiadają znaczącą przewagę technologiczna nad Związkiem Radzieckim, jeszcze lepsze sonary pasywne nie zapewnią rozwiązania problemu wykrywania i śledzenia bardzo wyciszonych okrętów radzieckich.
W odpowiedzi na raport panelu, w 1988 roku Kongres ustanowił program pod nazwą SUBTECH (Submarine Technology), którego celem był rozwój pod kierunkiem DARPA nowych technologii podwodnych. Obliczony na kilka lat program SUBTECH stanowił przedmiot silnego sprzeciwu dowódców US Navy, w konsekwencji czego został przeniesiony do marynarki, gdzie został szybko rozproszony pomiędzy programami o tradycyjnym charakterze.
W tym samym czasie, prowadzony wcześniej przez Westinghouse Electric Company, a finansowany przez DARPA program konstrukcji i rozwoju nowego zaawansowanego reaktora, stał się wspólnym przedsięwzięciem DARPA i US Navy. W ramach tego programu opracowywano technologię reaktora chłodzonego ciekłym helem, stwarzająca perspektywy konstrukcji reaktora o stosunku masy do mocy wynoszącym 11,3 kg/1 KM, oraz reaktora chłodzonego ciekłym metalem o stosunku 15,9 kg/1 KM, podczas gdy dotychczas stosowane w amerykańskich okrętach podwodnych reaktory, charakteryzowały się stosunkiem 90 kg/1 KM.

### New Attack Submarine
W połowie lat osiemdziesiątych XX wieku, oficjalny szacunek kosztów 29 zaplanowanych okrętów typu Seawolf (SSN21) wynosił 38 miliardów dolarów. W 1999 roku jeden z oficerów amerykańskich okrętów podwodnych, z pełnym dostępem do źródeł marynarki i stoczni, oszacował koszt trzech okrętów typu Seawolf wraz z przedkonstrukcyjnym programem naukowo-badawczym i budową na kwotę niemal 16 mld dolarów. W czasie sporządzenia tej oceny żaden z trzech okrętów nie osiągnął jeszcze pełnej sprawności operacyjnej, a więc nie był to jeszcze ostateczny koszt. Suma ta jednak wskazuje, że – jeśli pominąć lotniskowce z napędem jądrowym – okręty typu Seawolf są najprawdopodobniej najdroższymi okrętami kiedykolwiek skonstruowanymi. Kiedy widoczny stawał się wysoki koszt okrętów typu SSN21, a opozycja w Kongresie Stanów Zjednoczonych przeciwko ich budowie przybierała na sile, admirał Frank Kelso II (Chief of Naval Operations) przedstawił w 1990 roku propozycję budowy niskokosztowego okrętu SSN – pod początkową nazwą projektu „Centurion” (ang. Submarine for the new century).
Podstawowymi założeniami nowego, wielozadaniowego okrętu były:
- znacząco mniejszy koszt niż w przypadku okrętów typu Seawolf;
- zdolność do utrzymania amerykańskiej dominacji nad znacznie spowolnionym wciąż jednak postępującym rozwojem rosyjskiej floty podwodnej;
- zwiększone możliwości bojowe, względem jednostek typów Seawolf oraz Improved Los Angeles (688i), w operacjach na wodach litoralnych;
- zwiększone – względem tych typów – konstrukcyjne możliwości nowych okrętów w zakresie inkorporowania nowych technologii podwodnych, w miarę jak będą stawały się dostępne w przyszłości. Możliwość ta – określana mianem „technology insertion” (wprowadzanie technologii) – uważana była za jedną z najważniejszych cech projektu nowych okrętów[3].

Podstawowym założeniem programu w zakresie technology insertion, było wprowadzanie zmian do projektu okrętów wraz z postępującą budową kolejnych jednostek nowego typu. Możliwość wprowadzenia zmian konstrukcyjnych dotyczyć miała zarówno wyposażenia okrętu, jak też samych modułów kadłuba.
W połowie 1991 roku zakładano, iż Centurion będzie raczej uzupełnieniem floty okrętów typu Seawolf niż ich następcą. Pod koniec jednak tego roku pojawiły się raporty z których wynikało, że produkcja okrętów SSN21 zostanie przerwana około roku 2000, w celu przyśpieszenia powstania nowego typu niskokosztowego okrętu. 28 sierpnia 1992 roku Departament Obrony zaakceptował rozpoczęcie przez marynarkę prac studialnych nad koncepcją nowych okrętów oznaczonych „New Attack Submarine” (NSSN). Marynarka wojenna zakładała w tym czasie koszt jednej jednostki około 1 miliarda dolarów, wraz ze stoczniami Electric Boat i Newport News rozważyła przy tym wiele różnych wariantów nowych okrętów, nie wyłączając jednostek z napędem konwencjonalnym. W tym samym czasie, koszt jednego okrętu typu Seawolf przy seryjnej produkcji, oceniany był na 2 miliardy dolarów.
Wraz z inicjacją programu New Attack Submarine, w 1993 roku zarzucona została nazwa Centurion. Nowy program otrzymał kodowe określenie (desygnację) NSSN, chwilowo zmienione następnie na NAS, aby ostatecznie przywrócić pierwotną desygnację NSSN.
14 marca 2023 r. trójstronny australijsko-brytyjski-amerykański pakt bezpieczeństwa znany jako AUKUS ogłosił, że marynarka wojenna Australii kupi trzy okręty podwodne klasy Virginia jako środek pośredni między wycofaniem ich konwencjonalnych okrętów podwodnych typu Collins a budową przyszłych okrętów podwodnych z napędem atomowym typu SSN-AUKUS. Gdyby program SSN-AUKUS natrafił na opóźnienia, Australia miałaby możliwość zakupu dwóch dodatkowych okrętów podwodnych typu Virginia.

## Opis
Okręty tego typu, z założenia zdolne są do wykonania każdego rodzaju misji podwodnej (z wyjątkiem strategicznych misji jądrowych), w szczególności zaś:
- Covert Strike – skrytego podejścia i wykonywania uderzeń na ląd za pomocą pocisków umieszczonych w wyrzutniach torpedowych i pionowych;
- Anti-Submarine Warfare – walki podwodnej przeciwko okrętom podwodnym przeciwnika;
- Anti-Ship Warfare – zwalczania floty nawodnej przeciwnika;
- Battle Group Support – wsparcia podwodnych, nawodnych i lądowych grup bojowych za pomocą zaawansowanego wyposażenia w systemy telekomunikacyjne i sensorowe;
- CISR (Covert Intelligence, Surveillance and Reconnaissance) – tajne operacje wywiadowcze, nadzorcze, obserwacyjne i rozpoznawcze przy użyciu sensorów i czujników umożliwiających zbieranie krytycznych danych wywiadowczych, informacji o położeniu systemów radarowych i rakietowych przeciwnika, jego centrów dowodzenia i komunikacji, monitorowanie jego komunikacji oraz ruchu statków i okrętów;
- Covert Minelaying – skrytego stawiania pól minowych przeciwko jednostkom pływającym przeciwnika;
- Special Operations – operacji specjalnych, w tym poszukiwawczych i ratowniczych, rekonesansu i sabotażu, ataków pozorowanych w celu odwrócenia uwagi przeciwnika od operacji głównych, kierowania wsparciem ogniowym i uderzeniami wykonywanymi przez inne jednostki floty, lotnictwa i oddziały lądowe.

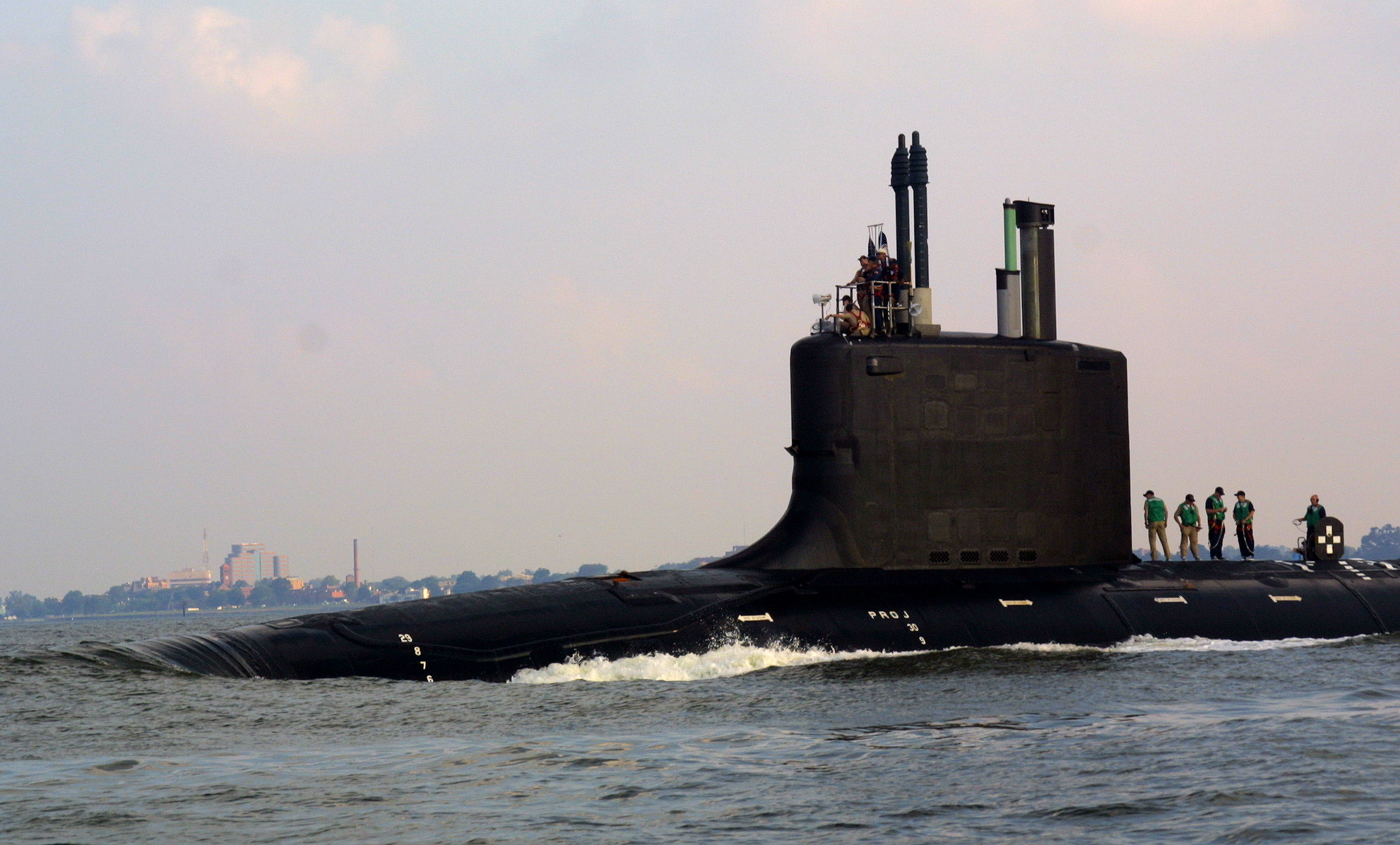
USS „Virginia”

Okręty tego typu, określanego także jako New attack Submarine (NSSN), zostały zaprojektowane jako jednostki uniwersalne, zdolne do wykonania każdego rodzaju zadania (z wyłączeniem zadań przypisanych podwodnym nosicielom strategicznej broni jądrowej) dysponują zwiększoną elastycznością operacyjną. W budowie tych okrętów wykorzystano wiele technologii wyciszenia opracowanych dla większych okrętów typu Seawolf (SSN-21), lecz pomimo mniejszych rozmiarów, okręty typu NSSN są militarnie równie sprawne bądź nawet wydajniejsze od swoich poprzedników.

### NSSN kontra Seawolf
W porównaniu do okrętów typu SSN-21, okręty typu NSSN są wolniejsze, przenoszą mniej broni, osiągają mniejsze głębokości zanurzenia, są też mniej sprawne w operacjach arktycznych. Z drugiej jednak strony, przy równej jak Seawolf bezgłośności, posiadają system pionowych wyrzutni pocisków, bardziej zaawansowane i bogatsze wyposażenie służące obserwacji i nasłuchowi, jego charakterystyki zaś lepiej odpowiadają charakterowi zadań specjalnych i wymaganiom walki na „wodach błękitnych”, w szczególności wodach przybrzeżnych.

### Charakterystyka głośności NSSN

Porównanie stopnia wyciszenia układu napędowego SSN-774 wobec jednostek amerykańskich i radziecko/rosyjskich

Zmodernizowane okręty typu 688-I są głośniejsze niż rosyjskie okręty poprawionego typu Akuła II, Seawolf natomiast cichszy niż Akuła II i przygotowywane na przyszłość przez Rosjan okręty typu SSN-P-IX. Założeniem projektowym typu NSSN było uzyskanie poziomu głośności nie przekraczającej poziomu uzyskanego w Seawolf, choćby nawet kosztem redukcji maksymalnej prędkości okrętu. Założenie to udało się zrealizować – charakterystyka szumów okrętów typu Virginia jest zbliżona do charakterystyki okrętów typu SSN21, z zachowaniem doskonałej prędkości taktycznej przekraczającej 20 węzłów.

### Specyfika wód błękitnych
Operowanie w płytkich wodach przybrzeżnych narzuca inną charakterystykę akustyczną okrętu, niż ta do której były zoptymalizowane poprzednie generacje okrętów. W płytkiej wodzie zakres częstotliwości w propagacji fali dźwiękowej jest znacznie zwiększony, zaś straty w rozchodzącej się fali są relatywnie niskie. Stąd również mimo osłabienia głośności w wysokich częstotliwościach oraz strat w częstotliwościach niskich, co związane jest z interakcją fali dźwiękowej z dnem morza, dalekodystansowe echo w płytkiej wodzie jest daleko bardziej bogate niż w przypadku wody głębokiej. Z powodu interakcji fali dźwiękowej z dnem i powierzchnią morza, na płyciźnie prostsze jest także określenie pola dźwiękowego. Struktura przestrzenna sygnału akustycznego w ścieżce uformowanej przez powierzchnię i dno morza jest znacząco różna od tej występującej na wodach głębokich, w niektórych płyciznach inna jest także struktura i charakter termoklin, a zakres występujących anomalii może się wahać w przedziale 300 do 1200 Hz, stąd też optymalizacja okrętu do działań w takich wodach wymagała zarówno dostosowania akustyki okrętu do tego typu wód, jak również uwzględnienia tego faktu przy konstrukcji urządzeń nasłuchowych zastosowanych na okrętach tego typu.

### Inne cechy
Wobec położonego przy konstruowaniu okrętów tego typu nacisku na zdolności do walki na płytkich wodach, okręty typu New Attack Submarine posiadają zwiększone walory stealth w zakresie wykrywalności magnetycznej, wysublimowane systemy nadzoru i obserwacji oraz ulepszone systemy służące do prowadzenia działań specjalnych (Special Warfare Enhancements).
|                                    | Los Angeles | Seawolf    | NSSN       |
| ---------------------------------- | ----------- | ---------- | ---------- |
| Długość                            | 110 m       | 108 m      | 115 m      |
| Szerokość                          | 10 m        | 12,2 m     | 10,4 m     |
| Wyporność podwodna                 | 6900 t      | 9100 t     | 7800 t     |
| Prędkość podwodna                  | 25+ węzłów  | 25+ węzłów | 25+ węzłów |
| Głębokość zanurzenia               | 250 m       | 250 m      | 250 m      |
| Uzbrojenie                         |             |            |            |
| Torpedy                            | x           | x          | x          |
| Pociski manewrujące                | x           | x          | x          |
| Miny przeciw urządzeniom podwodnym | x           | x          | x          |
| Zaawansowane miny mobilne          | x           | x          | x          |
| Podwodne pojazdy bezzałogowe       | –           | –          | x          |

## Plan budowy
|         |                     | Numer kadłuba | Stocznia      | Początek budowy   | Wodowanie            | Wejście do służby    |
| Batch 1 | Block I             | Block I       | Block I       | Block I           | Block I              | Block I              |
| ------- | ------------------- | ------------- | ------------- | ----------------- | -------------------- | -------------------- |
| Batch 1 | "Virginia"          | SSN-774       | Electric Boat | 2 września 1999   | 16 sierpnia 2003     | 23 października 2004 |
| Batch 1 | "Texas"             | SSN-775       | Newport News  | 12 lipca 2002     | 9 kwietnia 2005      | 9 września 2006      |
| Batch 1 | "Hawaii"            | SSN-776       | Electric Boat | 27 czerwca 2004   | 17 czerwca 2006      | 5 maja 2007          |
| Batch 1 | "North Carolina"    | SSN-777       | Newport News  | 22 maja 2004      | 21 kwietnia 2007     | 3 maja 2008          |
| Batch 1 | Block II            |               |               |                   |                      |                      |
| Batch 1 | "New Hampshire"     | SSN-778       | Electric Boat | 30 kwietnia 2007  | 21 lutego 2008       | 25 października 2008 |
| Batch 1 | "New Mexico"        | SSN-779       | Newport News  | 12 kwietnia 2008  | 18 stycznia 2009     | 27 marca 2010        |
| Batch 1 | "Missouri"          | SSN-780       | Electric Boat | 27 września 2008  | 20 listopada 2009    | 31 lipca 2010        |
| Batch 1 | "California"        | SSN-781       | Newport News  | 1 maja 2009       | 14 listopada 2010    | 29 października 2011 |
| Batch 1 | "Mississippi"       | SSN-782       | Electric Boat | 9 czerwca 2010    | 13 października 2011 | 2 czerwca 2012       |
| Batch 1 | "Minnesota"         | SSN-783       | Newport News  | 20 maja 2011      | 3 listopada 2012     | 7 września 2013      |
| Batch 2 | Block III           | Block III     | Block III     | Block III         | Block III            | Block III            |
| Batch 2 | "North Dakota"      | SSN-784       | Electric Boat | 11 maja 2012      | 15 września 2013     | 25 października 2014 |
| Batch 2 | "John Warner"       | SSN-785       | Newport News  | 29 kwietnia 2009  | 16 marca 2013        | 1 sierpnia 2015      |
| Batch 2 | "Illinois"          | SSN-786       | Electric Boat | 2 czerwca 2014    | 10 października 2015 | 29 października 2016 |
| Batch 2 | "Washington"        | SSN-787       | Newport News  | 22 listopada 2014 | 13 kwietnia 2016     | 26 maja 2017         |
| Batch 2 | "Colorado"          | SSN-788       | Electric Boat | 7 marca 2015      | 29 grudnia 2016      | 25 września 2017     |
| Batch 2 | "Indiana"           | SSN-789       | Newport News  | 16 maja 2015      | 9 czerwca 2017       | 29 września 2018     |
| Batch 2 | "South Dakota"      | SSN-790       | Electric Boat | 4 kwietnia 2016   | 14 października 2017 | 2 lutego 2019        |
| Batch 2 | "Delaware"          | SSN-791       | Newport News  | 30 kwietnia 2016  | 17 grudnia 2018      | 4 kwietnia 2020      |
| Batch 3 | Block IV            | Block IV      | Block IV      | Block IV          | Block IV             | Block IV             |
| Batch 3 | "Vermont"           | SSN-792       | Electric Boat | luty 2017         | 29 marca 2019        | 18 kwietnia 2020     |
| Batch 3 | "Oregon"            | SSN-793       | Electric Boat | 8 lipca 2017      | 25 czerwca 2020      | 28 maja 2022         |
| Batch 3 | "Montana"           | SSN-794       | Newport News  | 16 maja 2018      | 6 lutego 2021        | 25 czerwca 2022      |
| Batch 3 | "Hyman G. Rickover" | SSN-795       | Electric Boat | 11 maja 2018      | 26 sierpnia 2021     | 14 października 2023 |
| Batch 3 | "New Jersey"        | SSN-796       | Newport News  | 25 marca 2019     | 14 kwietnia 2022     | 14 września 2024     |
| Batch 3 | "Iowa"              | SSN-797       | Electric Boat | 20 sierpnia 2019  | 18 czerwca 2023      |                      |
| Batch 3 | "Massachusetts"     | SSN-798       | Newport News  | 11 grudnia 2020   | 24 lutego 2024       |                      |
| Batch 3 | "Idaho"             | SSN-799       | Electric Boat | 24 sierpnia 2020  | 6 sierpnia 2024      |                      |
| Batch 3 | "Arkansas"          | SSN-800       | Newport News  | 19 listopada 2022 | 7 grudnia 2024       |                      |
| Batch 3 | "Utah"              | SSN-801       | Electric Boat | 1 września 2021   |                      |                      |
| Batch 3 | Block V             |               |               |                   |                      |                      |
| Batch 3 | „Oklahoma”          | SSN-802       | Newport News  |                   |                      |                      |
| Batch 3 | „Arizona”           | SSN-803       | Electric Boat | 7 grudnia 2022    |                      |                      |
| Batch 3 | „Barb”              | SSN-804       | Newport News  |                   |                      |                      |
| Batch 3 | „Tang”              | SSN-805       | Electric Boat |                   |                      |                      |
| Batch 3 | „Wahoo”             | SSN-806       | Newport News  |                   |                      |                      |
| Batch 3 | „Silversides”       | SSN-807       | Newport News  |                   |                      |                      |
| Batch 3 | „John H. Dalton”    | SSN-808       | Electric Boat |                   |                      |                      |
| Batch 3 | „Long Island”       | SSN-809       | Newport News  |                   |                      |                      |